# Igreja Ortodoxa Estoniana do Patriarcado de Moscou
A Igreja da Estônia ou Igreja Ortodoxa Estoniana do Patriarcado de Moscou (em estoniano: Moskva Patriarhaadi Eesti Őigeusu Kirik), é uma Igreja Ortodoxa autogovernada, no território da República da Estônia, sob a jurisdição do Patriarcado de Moscou. Esta Igreja contava em 2006 com cerca de 150.000 fiéis em 31 paróquias e é a maior jurisdição ortodoxa da Estônia. Atualmente conta com 38 paróquias.
A língua litúrgica é o eslavo eclesiástico, mas os serviços religiosos em estoniano também são realizados em congregações individuais. Os membros são principalmente da população de língua russa da Estônia.
De fato, a Igreja Ortodoxa Estoniana do Patriarcado de Moscou foi formada como sucessora da Igreja Ortodoxa Russa em Taline e da Diocese de Taline e Estônia, que operava em território estoniano desde 1945. Histórica e legalmente, no entanto, a Igreja Ortodoxa Estoniana do Patriarcado de Moscou se considera a sucessora da Igreja Ortodoxa Estoniana autônoma, fundada em 1920, tendo declarado canonicamente errado para esta Igreja ficar sob a jurisdição do Patriarca Ecumênico de Constantinopla em 1923.
O atual Primaz é Sua Eminência Eugênio (Reshetnikov), Metropolita de Taline e de Toda a Estônia, eleito em 2018.

## História

### A Ortodoxia na Estônia
Os missionários ortodoxos de Novogárdia e Pescóvia atuaram entre os estonianos das regiões sudeste das áreas próximas a Pescóvia, do século X até o XII. A primeira menção de uma congregação ortodoxa na Estônia foi em 1030, no local onde atualmente situa-se a cidade de Tartu. Por volta de 600, no lado oriental da colina Toome (Toomemägi) os estonianos fundaram a cidade de Tarbatu. Em 1030, o Príncipe Quievano, Jaroslau, o Sábio, conquistou Tarbatu e construiu seu próprio Forte chamado Jurieu, bem como (alegadamente) uma congregação na catedral dedicada a seu santo patrono, São Jorge. A congregação pode ter sobrevivido até 1061, quando, de acordo com as crônicas, Jurieu foi incendiada e os cristãos ortodoxos expulsos.
Como consequências das Cruzadas do Norte no início do século XIII, o norte da Estônia foi conquistado pela Dinamarca e a parte sul pela Ordem Teutônica e mais tarde pelos Irmãos Livônios da Espada, e assim passou para o controle do Cristianismo ocidental. Porém, mais tarde, os comerciantes russos foram capazes de fundar pequenas congregações ortodoxas em diversas cidades estonianas. Uma dessas congregações foi expulsa da cidade de Dorpat (Tartu) pelos alemães em 1472, que martirizaram seu padre, Isidoro, juntamente com um número de fiéis ortodoxos (o grupo é festejado no dia 8 de janeiro).
Pouco conhece-se da história da Igreja na região até os séculos XVII e XVIII, quando muitos Velhos Crentes fugiram da Rússia para evitarem as reformas litúrgicas introduzidas pelo Patriarca Nicônio de Moscou.

### Igreja da Estônia no Império Russo
Nos séculos XVIII e XIX, a Estônia fez parte do Império Russo, tendo sido conquistada pelo imperador Pedro, o Grande. Em 1841, 1844/45 os camponeses estonianos tiveram más colheitas, que resultou em fome e epidemias. Em 1850 a Diocese de Riga (na Letônia) foi criada pela Igreja Ortodoxa Russa. O Bispo Irinarh de Riga astutamente iniciou um boato que a Igreja Ortodoxa tinha prometido a todos aqueles, que se convertessem à Ortodoxia, um pedaço de terra em algum lugar da Rússia. 65 000 camponeses estonianos foram convertidos à fé ortodoxa na esperança de conseguirem tais terras. Numerosas igrejas ortodoxas foram construídas. Mais tarde, quando o boato provou ser uma farsa, uma grande parte dos novos ortodoxos retornaram para a Igreja Luterana.
No final do século XIX, foi introduzida uma política de russificação, apoiada pela hierarquia russa, mas não pelo clero local estoniano.  A Catedral de Alexandre Nevsky em Taline e o convento Pühtitsa (Pukhtitsa) em Kuremäe, na Estonia Oriental, foram também construídos nesse período.
Em 1917, o primeiro estoniano, Platão (Paulo Kulbusch), foi ordenado Bispo de Riga e Vigário de Taline. Dois anos depois, os bolcheviques assassinaram Platão e seu diácono. 81 anos mais tarde, em 2000, o Bispo Platão foi proclamado santo pelas Igrejas de Constantinopla e Rússia, comemorado em 14 de janeiro.

### Independência da Estônia e a autonomia da Igreja
Depois que a República da Estônia foi proclamada em 1918, o Patriarca da Igreja Ortodoxa Russa, Ticônio, em 1920 reconheceu a Igreja da Estônia como sendo independente (autônoma). O arcebispo Alexandre Paulo foi eleito e ordenado como o Primaz da Igreja da Estônia. Logo depois, a Igreja estoniana perdeu contato com Moscou devido à intensa perseguição religiosa da Igreja Ortodoxa Russa pelo novo regime leninista. Em setembro de 1922, o Conselho da Igreja Ortodoxa estoniana tomou a decisão de dirigir-se ao Patriarca de Constantinopla, Melécio IV, com uma petição para adotar a Igreja Ortodoxa estoniana sob a jurisdição do Patriarcado de Constantinopla e declará-la autocéfala. Mais tarde o Metropolita de Taline e de Toda Estônia, Alexandre, escreveu que isto foi feito sob intensa pressão do Estado. Em 7 de julho de 1923, em Constantinopla, Melécio IV apresentou o Tomos da adoção da Igreja Ortodoxa Estoniana sob a jurisdição do Patriarcado de Constantinopla, como uma Igreja autônoma, não autocéfala, a "Metrópole Ortodoxa Estoniana".
Por sugestão do Patriarcado de Constantinopla, a Estônia foi dividida em três dioceses: Taline, Narva e Petzúria. Evsevy (Drozdov) tornou-se o chefe da cátedra de Narva, João (Bulin), um diplomado da Academia de Teologia de São Petersburgo, tornou-se o bispo de Petzúria em 1926. Ele chefiou a diocese até 1932 e deixou-a por causa das discordâncias sobre as propriedades do Monastério de Pskov-Pechery. O Bispo João passou vários anos na Iugoslávia e retornou para a Estônia no final da década de 1930. Ele apoiou ativamente o retorno da Igreja Ortodoxa Estoniana para a jurisdição do Patriarcado de Moscou. Em 18 de outubro de 1940, o bispo João foi preso pelo NKVD em Pechery, acusado de atividade e propaganda anti-soviéticas e foi executado em 30 de julho de 1941 em Leningrado.
Antes de 1941, um quinto do total da população da Estônia (que era de maioria luterana desde a Reforma Protestante no início da década de 1500, quando o país era controlado pela Ordem Teutônica) era de cristãos ortodoxos sob a jurisdição do Patriarca de Constantinopla. Existiam 158 paróquias na Estônia e 183 clérigos na Igreja estoniana. Havia também uma Cadeira de Ortodoxia na Faculdade de Teologia da Universidade de Tartu. Existia um Monastério de Pescóvia-Petzúria em Petzúria, dois conventos em Narva e Kuremäe, a priorado em Taline e um seminário em Petzúria. O antigo monastério de Petzúria foi preservado da destruição em massa que ocorreu durante a ocupação soviética da Estônia.

### Ocupação Soviética e Alemã
Em 1940, a Estônia foi ocupada pela União Soviética, que governou empreendeu um programa geral de dissolução de toda independência eclesiástica dentro de seu território. De 1942 a 1944, contudo, a autonomia sob o controle de Constantinopla foi temporariamente reavivada com a ocupação alemã da Estônia. 
Após a assinatura do Pacto Ribbentrop-Molotov, ou seja, o protocolo secreto que dividia as esferas de interesse nas repúblicas bálticas (1939), o Sínodo da Igreja Ortodoxa da Estônia, em 10 de novembro de 1940, dirigiu-se ao Vigário Patriarcal Sérgio, Metropolita de Moscou e Kolomna, com um pedido para que a Igreja Ortodoxa da Estônia retornasse à jurisdição do Patriarcado de Moscou. A reunificação da Igreja Ortodoxa da Estônia com a Igreja-mãe Ortodoxa Russa ocorreu em 28 de fevereiro de 1941, como parte do Exarcado Patriarcal dos Estados Bálticos.
Logo após o início da Segunda Guerra Mundial, o Metropolita Alexandre declarou seu rompimento com a Igreja-Mãe de Moscou e a subordinação ao Patriarcado de Constantinopla. O Bispo de Narva, Paulo, da Igreja Ortodoxa Apostólica da Estônia recusou-se a obedecer ao Metropolita Alexandre e permaneceu sob a jurisdição do Patriarcado de Moscou. Durante a ocupação alemã da Estônia, o Metropolita Alexandre continuou a cuidar de suas paróquias e o Bispo Paulo a tomar conta da diocese russa em Narva e de muitas outras paróquias leais à Igreja Ortodoxa Russa. Em 1942, as autoridades de ocupação alemãs reconheceram a existência de duas Igrejas na Estônia ocupada.
Próximo da libertação de Taline, o Metropolita Alexandre deixou a Estônia, o Sínodo da Igreja Ortodoxa estoniana dirigiu-se a Alexy (Simansky), Metropolita de Leningrado e Novgorod, com uma petição para retornar a jurisdição ao Patriarcado de Moscou.
Um pouco antes da segunda ocupação soviética em 1944 e a dissolução do sínodo da Estônia, o primaz da Igreja, o Metropolita Alexandre, foi enviado para o exílio juntamente com 21 clérigos e cerca de 8.000 fiéis ortodoxos. A Igreja Ortodoxa da Estônia no exílio, com seu sínodo na Suécia, continuou com sua atividade de acordo com os estatutos canônicos, até a restauração da independência da Estônia em 1991. 

### Extinção da Igreja autônoma e a Igreja no Exílio
Em 1945, um representante do Patriarcado de Moscou dispensou os membros do sínodo da Igreja Ortodoxa da Estônia que tinham permanecido na Estônia e extinguiu a Igreja Estoniana autônoma. Os ortodoxos na Estônia ocupada estavam então subordinados a Igreja Ortodoxa Russa como uma eparquia, a Diocese de Taline e Estônia.
Antes dele morrer em 1953, o Metropolita Alexandre fundou sua comunidade como um exarcado subordinado a Constantinopla. A maioria dos outros bispos e clero, que permaneceram na Estônia, foi deportada para a Sibéria. Em 1958, um novo sínodo foi fundado no exílio, e a Igreja organizou-se na Suécia.
Em 1978, a pedido do Patriarcado de Moscou, o Patriarca Ecumênico declarou a carta (tomos) da Igreja, concedida em 1923, inoperante. A Igreja deixou de existir até a dissolução da União Soviética, quando surgiram divisões dentro da comunidade ortodoxa na Estônia entre aqueles que afirmavam que o Patriarcado de Moscou não tinha jurisdição na Estônia e aqueles que desejavam retornar à jurisdição de Moscou. A disputa freqüentemente ocorria entre linhas étnicas, já que muitos russos haviam imigrado para a Estônia durante a ocupação soviética. Longas negociações entre os dois patriarcados não produziram nenhum acordo.
Em 1993, o Sínodo da Igreja Ortodoxa da Estônia no Exílio foi novamente registrado como a sucessora legal da autônoma Igreja Ortodoxa da Estônia, e em 20 de fevereiro de 1996, o Patriarca Ecumênico Bartolomeu I formalmente reativou o tomos garantido para a Igreja Ortodoxa Estoniana em 1923, restaurando sua subordinação canônica ao Patriarcado Ecumênico. Esta ação trouxe protesto imediato do Patriarca Alexei II do Patriarcado de Moscou, que considerava a Igreja estoniana como sendo parte de seu território. O Patriarca de Moscou temporariamente retirou o nome do Patriarca Ecumênico do dípticos.
Em 26 de abril de 1993, a Igreja Ortodoxa Estoniana do Patriarcado de Moscou recebeu os tomos patriarcais de Alexy II, concedendo autonomia eclesiástica em assuntos administrativos, econômicos, educacionais e civis. A Constituição da Igreja Ortodoxa Russa a reconhece como uma Igreja autogovernada.
Em 1996, um acordo foi alcançado, no qual as paróquias podiam escolher qual jurisdição seguir. A comunidade ortodoxa da Estônia, que conta com cerca de 14% do total da população, permanece dividida, com a maior parte dos fiéis (a maioria de etnia russa) permanecendo subordinados a Moscou. Segundo um anúncio do Governo estoniano de novembro de 2006, cerca de 18.000 fiéis (a maioria da etnia estoniana) em 60 paróquias fazem parte da Igreja autônoma, com 150.000 seguidores em 31 paróquias, juntamente com a comunidade monástica de Pühtitsa, sendo subordinados a Moscou.
Em 6 de novembro de 2000, o Arcebispo Cornélio tornou-se o Metropolita de Taline e de Toda a Estônia.
O Metropolita Cornélio faleceu em 19 de abril de 2018.
Em 3 de junho de 2018, o Arcebispo de Verey, Eugênio, foi elevado a dignidade de Metropolita.

## Primaz
Eugênio (Reshetnikov), Metropolita de Taline e de Toda a Estônia (nome secular: Valery Germanovich Reshetnikov), nasceu em 9 de outubro de 1957 no Cazaquistão. Ele passou sua adolescência e juventude em Kirov. Depois de terminar oito turmas do ensino médio, ele estudou no Kirov Construction College. Em 1977-1979, serviu nas fileiras do exército soviético.
O arcebispo Eugênio de Verey foi eleito pelo Santo Sínodo da Igreja Ortodoxa da Estônia em uma sessão extraordinária na Catedral de Santo Alexandre Nevsky de Taline em 29 de maio de 2018. Ele sucedeu a Sua Eminência o Metropolita Cornélio, que faleceu em 19 de abril de 2018.

### Primazes da Igreja Ortodoxa Estoniana
- Sérgio (Voskresensky) (24 de fevereiro de 1941 - 29 de abril de 1944) - Metropolita de Vilna e Lituânia, Exarca Patriarcal da Letônia e Estônia

- Paulo (Dmitrovski) (março de 1945 - 1 de fevereiro de 1946) - Arcebispo de Taline e Estônia

- Isidoro (Bogoyavlenski) (22 de junho de 1947 - 18 de dezembro de 1949) - Bispo de Taline e Estônia

- Romano (Tang) (16 de abril de 1950 - 20 de dezembro de 1955) - Bispo de Taline, Vigário da Diocese de Leningrado

- João (Alekseev) (25 de dezembro de 1955 - 13 de agosto de 1961) - Bispo de Taline e Estônia

- Alexy (Ridiger) (3 de setembro de 1961 - 28 de julho de 1986 (meio período até 11 de agosto de 1992) - Metropolitano de Taline Estônia

- Cornélio (Jacobs) (15 de setembro de 1990 - 11 de agosto de 1992) - Bispo de Taline, Vigário do Patriarca de Moscou e Toda a Rússia

- Cornélio (Jacobs) (11 de agosto de 1992 - 19 de abril de 2018) - Metropolita de Taline e Toda a Estônia
  - Lázaro (Gurkin) (19 de abril de 2018 - 3 de junho de 2018) - Primaz Interino, Bispo Narva
- Eugênio (Reshetnikov) (desde 3 de junho de 2018) - Metropolita de Taline e Toda a Estônia

## Estrutura e Organização

### Dioceses
A Igreja Ortodoxa da Estônia tem duas dioceses: Taline e Narva e Peipsi.

### Bispos
- Eugênio (Reshetnikov) - Metropolita de Taline e Toda a Estônia.[32]
- Lázaro (Gurkin) - Bispo de Narva e Peipsi.[32]
- Sérgio (Telikh) - Bispo de Maardu, Vigário da Diocese de Taline.[32]